# Castel Sant’Angelo
Castel Sant’Angelo – miejscowość i gmina we Włoszech, w regionie Lacjum, w prowincji Rieti.
Według danych na rok 2004 gminę zamieszkiwało 1287 osób, 41,5 os./km².